# Pap K. János
Pap K. János, K. Pap János (Kutas, 1861. január 2. – Kaposvár, 1944. július 27.) elemi iskolai tanító, népszínműíró, színész.

## Élete
Csurgón négy gimnáziumi osztályt végzett. 1878-ban a budai tanítóképzőbe iratkozott be és 1879-ben a csurgóiban folytatta tanulását, ahol 1881-ben tanítói oklevelet szerzett. Három évig Somogy vármegyében tanítóskodott. 1885-ben a budapesti Népszínházhoz szerződött és onnét 1886-ban az országos zene- és színművészeti akadémiára iratkozott be, ahol 1889-ben szintén szerzett oklevelet. 1886-ban Rákosi Jenő pártfogásába vette és gyermekei (Lajos, Gyula) mellé házi tanítónak fogadta. 1889-ben mint vendég elsőrendű szerepben is többször föllépett a Népszínházban. Ugyanazon évben a nyitrai népszínházhoz szegődött, de miután félév alatt két igazgatója bukott meg és a vidéki színészet nyomorúsága elvette kedvét ezen pályától, visszatért Segesdre néptanítónak.
Már tanuló korában írt verseket, elbeszéléseket és színműveket; később dramaturgiai tanulmányokat a Szinészek Lapjába; paedagogiait a Néptanítók Lapjába (1884. A népiskolai tanítás középpontja és az olvasókönyv); költeményeket írt a Somogyba s a Csurgó és Vidékébe, rajzokat az Ország-Világba (1900.).

## Színművei kéziratban
- A korcsma, eredeti népszinmű dalokkal, három felvonásban (először a Budai Színkörben 1886 június 12.)
- A cseperkekalap, ered. népszínmű három felv. (először a Népszínházban 1891 máj. 9.).

Kiadta testvéröccsének K. Pap Józsefnek Tépett rózsák című költeményfüzetét. (Bpest, 1889.).